# 凉兴县
凉兴县，中国古县名。
十六国北凉置，治所在今甘肃省瓜州县东。属凉兴郡。隋朝开皇四年（584年），改常乐县，并移治今瓜州县东南锁阳城。 